# Hans Keiter
Ferdinand Johannes „Hans” Keiter (Mülheim an der Ruhr, 1910. március 22. – Solingen, 2005. szeptember 8.) olimpiai- és világbajnok német kézilabdázó, edző, labdarúgóedző.
Részt vett az 1936. évi nyári olimpiai játékokon, amit Berlinben rendeztek. A kézilabdatornán játszott, amit a német válogatott meg is nyert. A csapat veretlenül lett bajnok és mindenkit nagy arányban győztek le.
Az 1938-as férfi kézilabda-világbajnokságon, amit szintén Németországban rendeztek meg, világbajnok lett valamint az 1938-as férfi szabadtéri kézilabda-világbajnokságot is Németország rendezte meg és ezt a tornát is megnyerték.
A második világháború után kézilabdaedző lett és kétszer nyerte meg a nyugatnémet bajnokságot. A kézilabda mellett labdarúgóedzőként is dolgozott.